# Hajnówka (district)
Hajnówka (powiat hajnowski) is een Pools district (powiat) in de woiwodschap Podlachië. Het district heeft een oppervlakte van 1623,65 km² en telt 44.957 inwoners (2014).